# Jean-Jacques Garcia
Pour les articles homonymes, voir Garcia.
Jean-Jacques Garcia, né le 27 juillet 1960 à Oran (Algérie), est un footballeur français. 
Il évolue pendant sa carrière comme milieu de terrain. 

## Biographie
Né dans une famille de rapatriés d'Algérie, le jeune Garcia est remarqué alors qu'il évolue dans le petit club du "Foyer Léo Lagrange" de Perpignan. Il rejoint l'Olympique de Marseille en 1976, à 16 ans, et y fait ses débuts en équipe première pendant la saison 1979-1980. S'il ne dispute que cinq matchs en D1 lors de la descente de l'OM, il est ensuite des deux premières campagnes visant à la remontée du club. Il quitte finalement Marseille en 1983 après une saison quasi blanche, et un désaccord avec les dirigeants. 
Il revient alors dans les Pyrénées-Orientales, à Canet-en-Roussillon, et signe l'année suivante au FC Rouen, qui lui donne la possibilité de retrouver la Division 1. Il y joue cependant peu et le club est relégué. En 1986 il signe avec le club de Cagnes-sur-Mer, qui évolue alors en quatrième division.

## Carrière
- 1973-1975 : Perpignan
- 1975-1983 : Marseille
- 1983-1984 : Canet-en-Roussillon
- 1984-1986 : Rouen
- 1986-1989 : Cagnes-sur-Mer
- 1989-1991 : Léopards Saint-André
- 1991-1992 : US Bénédictine
- 1992-1993 : Juniors Dionysiens
- 1994-1995 : Sainte-Suzanne
- 1995-1996 : Léopards Saint-André
- 1996-1997 : FC Auteuil (entraîneur)
- 2007-2008 : AS Magenta (entraîneur)